# Феодотион
Феодотион (Феодотиан Ефесский; др.-греч. Θεοδοτίων; умер ок. 200) — переводчик и богослов, вероятно, еврейского происхождения.

## Биография и творчество
Биографических сведений о Феодотионе не сохранилось. В единственном современном Феодотиону документальном свидетельстве Ириней называет Феодотиона и Акилу Понтийского «иудейскими прозелитами». Главная историческая заслуга Феодотиона — перевод еврейского Писания на греческий язык, выполненный, как считается, в Эфесе около 150 г. н. э. с целью новой редакции Септуагинты; при этом, возможно, Феодотион работал с еврейскими оригиналами, которые не сохранились до наших дней либо были уничтожены в ходе ревизии священных текстов, предпринятой (согласно преданию) Акибой ок. 135 г.

## Рецепция
Редакция Феодотиона быстро распространилась в христианском мире: уже во II в. цитаты из неё обнаруживаются у Иустина Философа («Диалог с Трифоном иудеем») и в книге «Пастырь Гермы». Текст Феодотиона составил один из столбцов в «Гексапле» (ок. 240) Оригена, который опирался на Феодотиона, заполняя лакуны в Книге Иова и в Книге Иеремии.
Наибольшее значение в рецепции получила Феодотионова редакция Книги Даниила, фактически заменившая (отчасти благодаря деятельности Иеронима) версию этой книги в Септуагинте (и, соответственно, в её латинском и славянских переводах). Редакторские изменения, внесённые Феодотионом в Септуагинту, были тщательно маркированы Оригеном в его Гексапле.
В работе с оригинальными еврейскими названиями растений, животных, священнических облачений и прочих особенностей еврейского ритуала Феодотион предпочитал переводу (ничего не говорящую грекоязычному читателю) транслитерацию. Этот метод снискал Феодотиону в Новое время (Б. де Монфокон) репутацию «необразованного» переводчика. Согласно другой точке зрения (Ф. Филд), транслитерация, ровно наоборот, выдаёт щепетильность Феодотиона-переводчика, сознательно не желавшего произвола при передаче еврейского оригинала на греческий язык,— в тех случаях, когда аналога еврейскому предмету в греческой лексике просто не существовало.